# بکی هیل
بکی هیل (به انگلیسی: Becky Hill) (زاده ۱۴ فوریهٔ ۱۹۹۴) خواننده و ترانه‌سرا انگلیسی است.